# ایدروپرانولول
ایدروپرانولول (انگلیسی: Idropranolol) یک مسدودکننده بتا است که هرگز به‌بازار عرضه نشد.